# Cornelis Janssens van Ceulen

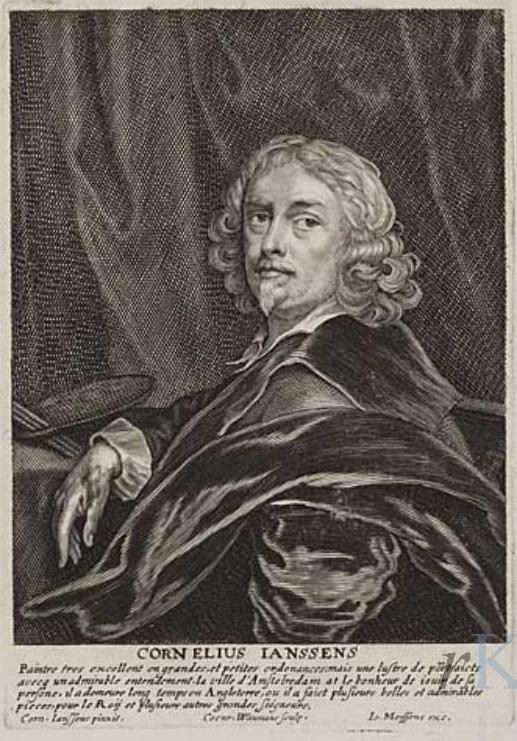
Cornelis Janssens van Ceulen

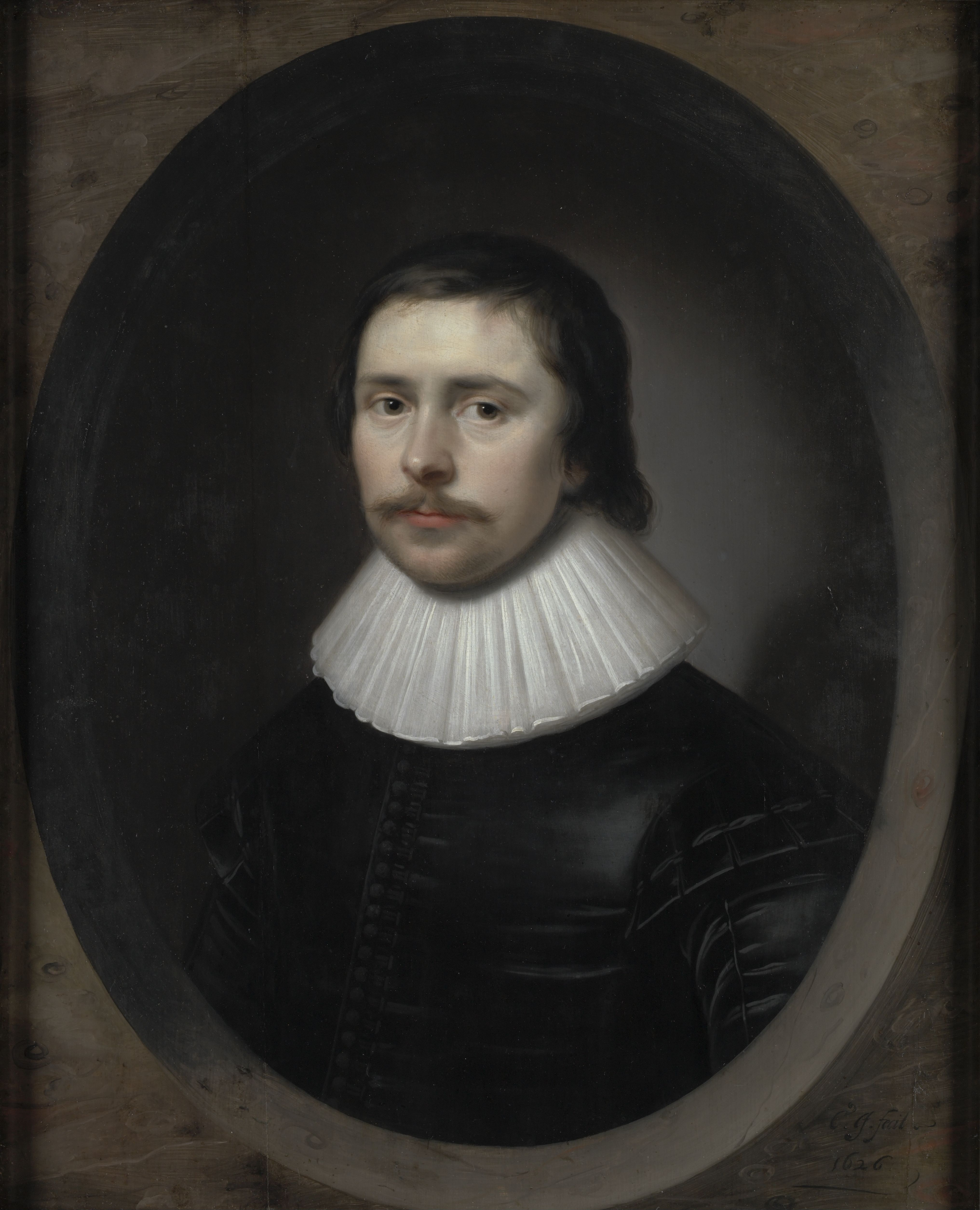
Portret van Edward Hyde. 1626. Government Art Collection.

Cornelis Janssens van Ceulen (Londen, gedoopt op 14 oktober 1593 – Utrecht, begraven op 5 augustus 1661) was een Nederlands portretschilder van Vlaamse en Duitse afkomst.
Cornelis Janssens van Ceulen, ook bekend onder verschillende naamvarianten zoals Cornelius Jonson van Ceulen en Cornelius Johnson, werd geboren in Londen als zoon van Cornelis Jonson uit Antwerpen en Jane le Grand. Zijn grootvader kwam uit Keulen. Hij werd op 14 oktober 1593 gedoopt in de Nederlandse Kerk in Londen. Op 16 juli 1622 trouwde hij in Londen met Elisabeth Beke uit Colchester, met wie hij een zoon kreeg, Cornelis Jonson van Ceulen (II).
Hoewel hij waarschijnlijk werd opgeleid in de Noordelijke Nederlanden, keerde Janssens van Ceulen begin 1619 terug naar Londen. Hij specialiseerde zich in portretschilderkunst en verwierf bekendheid door het schilderen van portretten van Engelse koningen, waaronder Jacobus I en Karel I. Tijdens de jaren 1630 werkte hij veelvuldig in Kent voor een netwerk van adellijke families. Op 5 december 1632 werd hij benoemd tot hofschilder van Karel I, wat zijn reputatie als vooraanstaand kunstenaar bevestigde.
In 1643, te midden van de Engelse Burgeroorlog en het verval van het koninklijk mecenaat, verhuisde Janssens van Ceulen met zijn gezin naar de Republiek der Zeven Verenigde Nederlanden. Hij vestigde zich eerst in Middelburg, daarna van 1646 tot 1652 in Amsterdam, en uiteindelijk in Utrecht, waar hij tot zijn dood in 1661 woonde.
Hij was een leerling van Marcus Gerards de Jonge. Zijn stijl werd beïnvloed door de beroemde Vlaamse schilder Anthony van Dyck, met wie hij bevriend was. Janssens van Ceulen had zelf ook een aantal leerlingen, waaronder zijn zoon Cornelis Janssens van Ceulen (II), Jan van Belcamp en Theodore Russel. Daarnaast beïnvloedde hij kunstenaars zoals Edward Bellin en Gilbert Jackson.
Janssens van Ceulen was de eerste in Engeland geboren kunstenaar die consequent zijn schilderijen signeerde en dateerde. Zijn nalatenschap leeft voort in de vele portretten die hij gedurende zijn leven schilderde. Zijn werken worden gerekend tot zowel de Engelse als de Noord-Nederlandse schilderkunst.
- Auckland Art Gallery Toi o Tāmaki: 2062
- Art Gallery of South Australia: 2601
- Biblioteca Nacional de España: XX5432933
- Bibliothèque nationale de France: cb149659215 (data)
- Biografisch Portaal: 18347500
- Gemeinsame Normdatei: 128854359
- International Standard Name Identifier: 0000 0001 1503 3938
- KulturNav: bf461826-8666-4223-acd3-a47dce66f12b
- Library of Congress Control Number: nr97031628
- Nationale Bibliotheek van Israël: 987007527015405171
- Nederlandse Thesaurus van Auteursnamen: 070160236
- RKD-Nederlands Instituut voor Kunstgeschiedenis: 41951
- SNAC: w6j68c2b
- Système universitaire de documentation: 187636036
- Union List of Artist Names: 500013588
- Virtual International Authority File: 13372597
- WorldCat: E39PBJkxKcKBTDfHV6WhTmJ4bd